# Sport à Nancy
Le sport à Nancy est réparti sur de nombreuses disciplines. L'agglomération de Nancy compte 240 clubs et associations sportives dont 5 clubs professionnels de haut niveau dans 4 sports différents. Les installations sportives représentent 29,7 hectares de pelouses à entretenir[réf. nécessaire]. Près de 4 000 enfants sont concernés par la pratique du sport à l’école.

## Sport professionnel

### Clubs professionnels
- AS Nancy-Lorraine (Football)
- SLUC Nancy (Basket-ball)
- Nancy Handball (Handball)
- Grand Nancy Volley-Ball (Volley-ball)
- Vandoeuvre Nancy Volley-Ball (Volley-ball féminin)

Voir aussi : Les clubs professionnels et de haut niveau sur le site du Grand Nancy

### Sportifs célèbres
- ASNL
  -  Michel Platini
  -  Olivier Rouyer
  -   Carlos Curbelo
  -  Tony Cascarino
  -  Tony Vairelles
  -  Clément Lenglet

- SLUC Nancy
  -  Cyril Julian
  -  Nicolas Batum
  -  Florent Piétrus
  -  Maxime Zianveni
  -   Derrick Lewis
  -  James Banks
  -   Pat Durham
  -   Tariq Kirksay
  -  Vincent Masingue
  -  Fabien Dubos
  -  Joseph Gomis
  -   Jojo Garcia
  -  Christophe Lion
  -  Meir Tapiro

## Sport amateur

### Clubs amateurs
- Société de tir de Nancy
- Tigres de Nancy (Football américain)
- Union Spéléologique de l'Agglomération Nancéienne (USAN) (Spéléologie)

### Sportifs célèbres
- Société de Tir de Nancy
  -  Lucien Genot
  -  Pol Konsler
  -  Thomas Delacourt
  -  David Lorain

Voir aussi :
- Annuaire des clubs de Nancy
- Liste des différents clubs et associations de Nancy

## Infrastructures sportives
Les installations sportives sont réparties de manière équilibrée sur l’ensemble de la ville de Nancy, on compte aujourd'hui :
27 gymnases, 6 terrains de sport, 14 équipements spécifiques (ball-trap, boulodrome, Stand de tir, skate-parc, spéléodrome, etc.) et 18 terrains en accès libre.
Voir aussi :
- Liste des grands équipements communautaires
- Liste de tous les équipements de la ville

### Stades
- Stade Marcel-Picot (Football), 20 087 places
- Stade Raymond Petit (Athlétisme), 1 291 places
- Stade Raymond Matter (Football américain et Rugby), 500 places
- Stade Victor (football), 200 places

### Complexe sportif
- Palais des sports Jean Weille (Basket-ball), 6 000 places
- Parc des Sports des Nations (Handball et volley-ball), 1 850 places
- Complexe Marie Marvingt (multisports), 560 places
- Hippodrome de Nancy-Brabois (Équitation)
- Stand de tir Pol Konsler (Tir sportif)
- Golf de Nancy-Pulnoy (18 trous)

### Espaces, sites et itinéraires de pleine nature
- Spéléodrome de Nancy (Spéléologie)
- Pôle nautique (aviron et canoë-kayak)

## Évènements sportifs

### Tour de France
Nancy a été plusieurs fois ville-étape du Tour de France depuis 1949 et a été deux fois la ville départ du Tour de France (en 1962 et 1966).
| Année | Type            | Étape                                    | Vainqueur           |
| ----- | --------------- | ---------------------------------------- | ------------------- |
| 1949  | Arrivée d'étape | Colmar - Nancy (20e étape) (clm)         | Fausto Coppi        |
| 1949  | Départ d'étape  | Nancy - Paris (21e étape)                | Rik Van Steenbergen |
| 1952  | Arrivée d'étape | Metz - Nancy (7e étape) (clm)            | Fausto Coppi        |
| 1952  | Départ d'étape  | Nancy - Mulhouse (8e étape)              | Raphaël Géminiani   |
| 1954  | Arrivée d'étape | Épinal - Nancy (21e étape bis) (clm)     | Louison Bobet       |
| 1954  | Départ d'étape  | Nancy - Troyes (22e étape)               | Alfred De Bruyne    |
| 1962  | Grand départ    | Nancy - Spa (1re étape)                  | Rudi Altig          |
| 1966  | Grand départ    | Nancy - Charleville-Mézières (1re étape) | Rudi Altig          |
| 1969  | Arrivée d'étape | Charleville-Mézières - Nancy (4e étape)  | Rik Van Looy        |
| 1969  | Départ d'étape  | Nancy - Mulhouse (5e étape)              | Joachim Agostinho   |
| 1971  | Arrivée d'étape | Strasbourg - Nancy (3e étape)            | Marinus Wagtmans    |
| 1971  | Départ d'étape  | Nancy - Marche-en-Famenne (4e étape)     | Jean-Pierre Genet   |
| 1973  | Arrivée d'étape | Reims - Nancy (4e étape)                 | Joop Zoetemelk      |
| 1973  | Départ d'étape  | Nancy - Mulhouse (5e étape)              | Walter Godefroot    |
| 1976  | Arrivée d'étape | Bastogne - Nancy (6e étape)              | Aldo Parecchini     |
| 1976  | Départ d'étape  | Nancy - Mulhouse (7e étape)              | Freddy Maertens     |
| 1978  | Arrivée d'étape | Metz - Nancy (20e étape) (clm)           | Bernard Hinault     |
| 1982  | Arrivée d'étape | Bâle - Nancy (2e étape)                  | Philip Anderson     |
| 1982  | Départ d'étape  | Nancy - Longwy (3e étape)                | Daniel Willems      |
| 1985  | Arrivée d'étape | Reims - Nancy (7e étape)                 | Ludwig Wijnants     |
| 1988  | Arrivée d'étape | Reims - Nancy (8e étape)                 | Rolf Gölz           |
| 1988  | Départ d'étape  | Nancy - Strasbourg (9e étape)            | Jérôme Simon        |
| 2005  | Arrivée d'étape | Troyes - Nancy (6e étape)                | Lorenzo Bernucci    |
| 2014  | Arrivée d'étape | Épernay - Nancy (7e étape)               | Matteo Trentin      |

### Évènements annuels
- Tour de Lorraine international Juniors cycliste
- Rallye de Lorraine Automobile
- Championnat Elite de Horse Ball (Equitation) en Mai - place Carnot Nancy
- Randonnée Cyclotouriste Karlsruhe - Nancy
- Meeting international d'athlétisme Stanislas
- Duathlon de la Ville de Nancy
- Course de la Saint Nicolas - ASPTT
- Challenge de la ville de Nancy (tir sportif - STN)
- Nancy Power Days - EasyRiser Nancy

## Palmarès du sport nancéien

### AS Nancy-Lorraine
- Coupe de France (1) :
  - Vainqueur : 1978.
- Coupe de la Ligue (1) :
  - Vainqueur : 2006.
- Championnat de France D2 (5) :
  - Champion : 1975, 1990, 1998, 2005, 2016.

### SLUC Nancy Basket
- Équipe Pro :
  - Champion de France de Pro A : 2008, 2011
  - Match des champions : 2008, 2011
  - Champion de France de Pro B : 1994, 2022
  - Coupe Korać : 2002
  - Leaders Cup : 2005
  - Premier de la saison régulière de Pro A : 2007
- Équipe Jeune :
  - Champion de France : espoir 2004, 2005, 2006
  - Vainqueur de la Coupe de France : cadet 2004, 2006

### Nancy Handball
- Champion de France Juniors : 1972
- Champion de Lorraine : 1997
- Vainqueur de la coupe de Lorraine : 1997
- Champion de France des ASPTT : 1999

### Société de tir de Nancy
- 1939 : Lucien Genot, champion du monde de l'épreuve 50 mètres couché.
- 1965 : Claude Elmerich, remporte, aux championnats de France à Strasbourg, l'épreuve carabine libre 3 positions, 90 balles, jeunesse; 'épreuve carabine libre couché, 60 balles, junior et l'épreuve carabine standard 3 positions, 60 balles, jeunesse[1].
- 1968 : Elisabeth Pesson-Konsler est championne de France de match anglais et championne de match anglais junior.
- 1969 : Elisabeth Pesson-Konsler est championne d'Europe à Wiesbaden.
- 1971 : Elisabeth Pesson-Konsler est championne de France de carabine 3 positions.
- 1972 : Elisabeth Pesson-Konsler est championne de France de match anglais et de carabine 3 positions.
- 1973 : Elisabeth Pesson-Konsler est championne de France de carabine 3 positions.
- 1978 : Sylvie Thérel est championne de France de carabine 10 mètres, et deuxième au pistolet 10 mètres.
- 1980 : Sylvie Thérel est championne de France de carabine 3×20.
- 1984 : Sylvie Thérel est championne de France de carabine 10 mètres.
- 2019 : David Lorain : 1re place épreuve pistolet percussion centrale 25 mètres aux championnats de France à Moulins[2].
- 2023 : équipe sénior 1, hommes - Thomas Delacourt - David Lorain - Pierre Valentin :  1re place au championnat de France 25/50/300 mètres à Châteauroux à l'épreuve Pistolet 25 mètres [3]